# 皮利察河

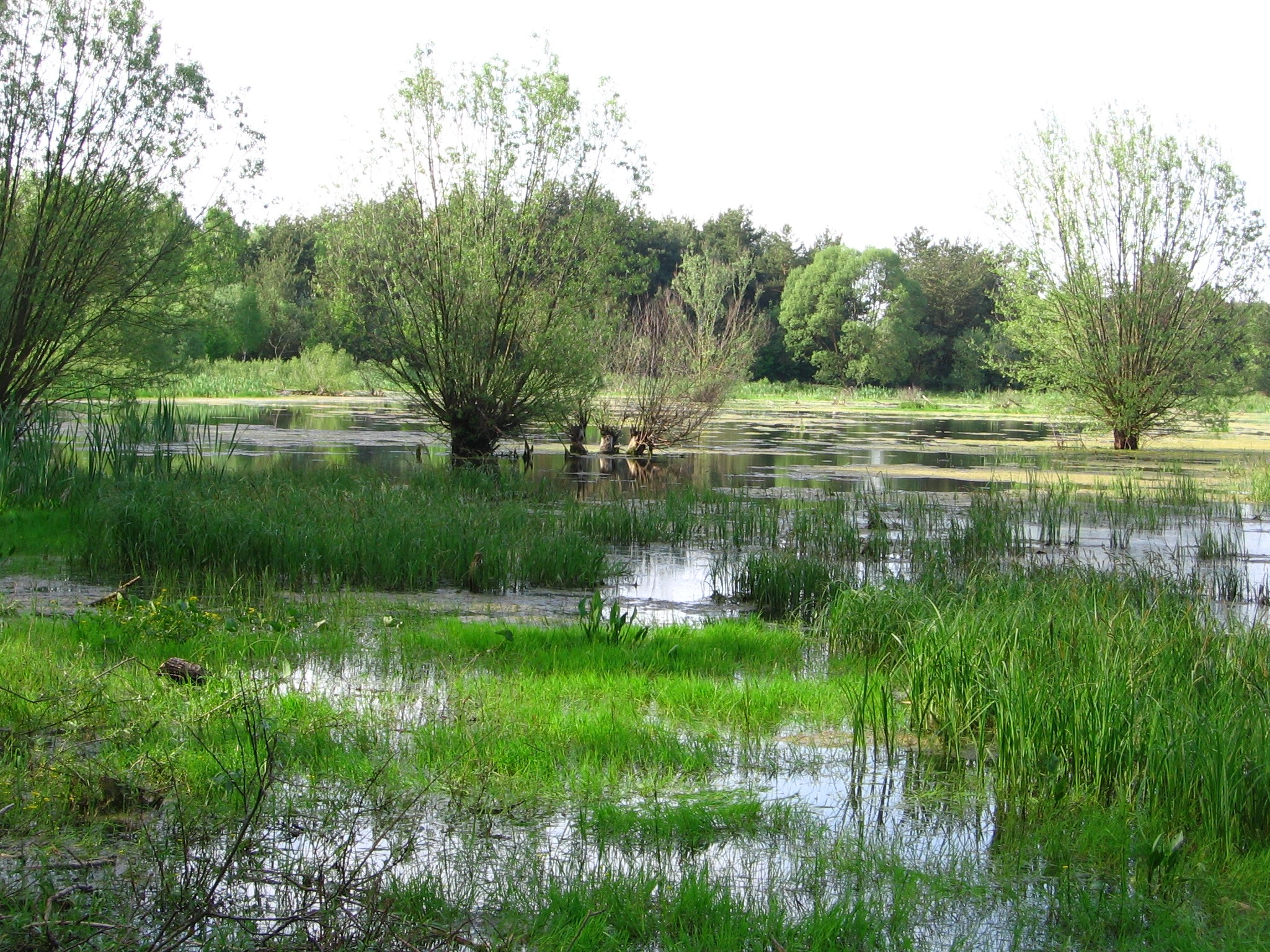

皮利察河（波蘭語：Pilica）是波蘭的河流，是維斯瓦河的左支流，起源於皮利察，於格魯耶茨縣匯入維斯瓦河。河道全長319公里，流域面積9,273平方公里。河道上的水壩在1974年建成。

## 沿岸城鎮
- 皮利察
- 什切科齊內
- 科涅茨波爾
- 普熱德布日
- Sulejów
- 馬佐夫舍地區托馬舒夫
- 皮利察河畔新城
- 維希梅日采
- 比亞沃布熱吉
- 瓦爾卡

51°51′41″N 21°16′50″E / 51.86139°N 21.28056°E